# Borneo
Borneo hay Kalimantan là đảo lớn thứ ba thế giới và lớn nhất tại châu Á. Đảo thuộc Đông Nam Á hải đảo, nằm về phía bắc của đảo Java, phía tây đảo Sulawesi và phía đông đảo Sumatra. Về mặt chính trị, đảo bị phân chia giữa ba quốc gia: Malaysia và Brunei tại phần phía bắc, và Indonesia ở phía nam. Khoảng 73% diện tích đảo Borneo thuộc lãnh thổ Indonesia. Các bang Sabah và Sarawak của Malaysia chiếm 26% diện tích đảo. Hơn một nửa đảo Borneo nằm ở Bắc Bán cầu, bao gồm phần thuộc Malaysia và Brunei. Borneo có các khu rừng mưa cổ nhất trên thế giới.

## Từ nguyên
Hòn đảo có nhiều tên gọi, quốc tế gọi là Borneo phỏng theo tên Brunei, bắt nguồn từ việc người châu Âu tiếp xúc với vương quốc này trong thế kỷ XVI. Tên gọi Brunei có thể bắt nguồn từ váruṇa (वरुण) trong tiếng Phạn, nghĩa là "nước" hoặc thần mưa Varuna của Ấn Độ giáo. Người Indonesia bản địa gọi đảo là Kalimantan, bắt nguồn từ Kalamanthana trong tiếng Phạn, nghĩa là "đảo tiết trời nóng bỏng" (mô tả thời tiết nhiệt đới nóng ẩm tại đây).
Trong lịch sử, đảo còn có các tên gọi khác. Năm 977, các thư tịch Trung Hoa bắt đầu sử dụng thuật ngữ Po-ni (渤泥, Bột Nê) để chỉ Borneo. Năm 1225, một quan viên Nhà Tống là Triệu Nhữ Quách (趙汝适) cũng đề cập đến tên gọi này. Văn bản tiếng Java Nagarakretagama do nhà thơ Mpu Prapanca phục vụ trong triều đình Majapahit viết vào năm 1365, đảo được gọi là Nusa Tanjungnagara, nghĩa là đảo của Vương quốc Tanjungpura.

## Địa lý

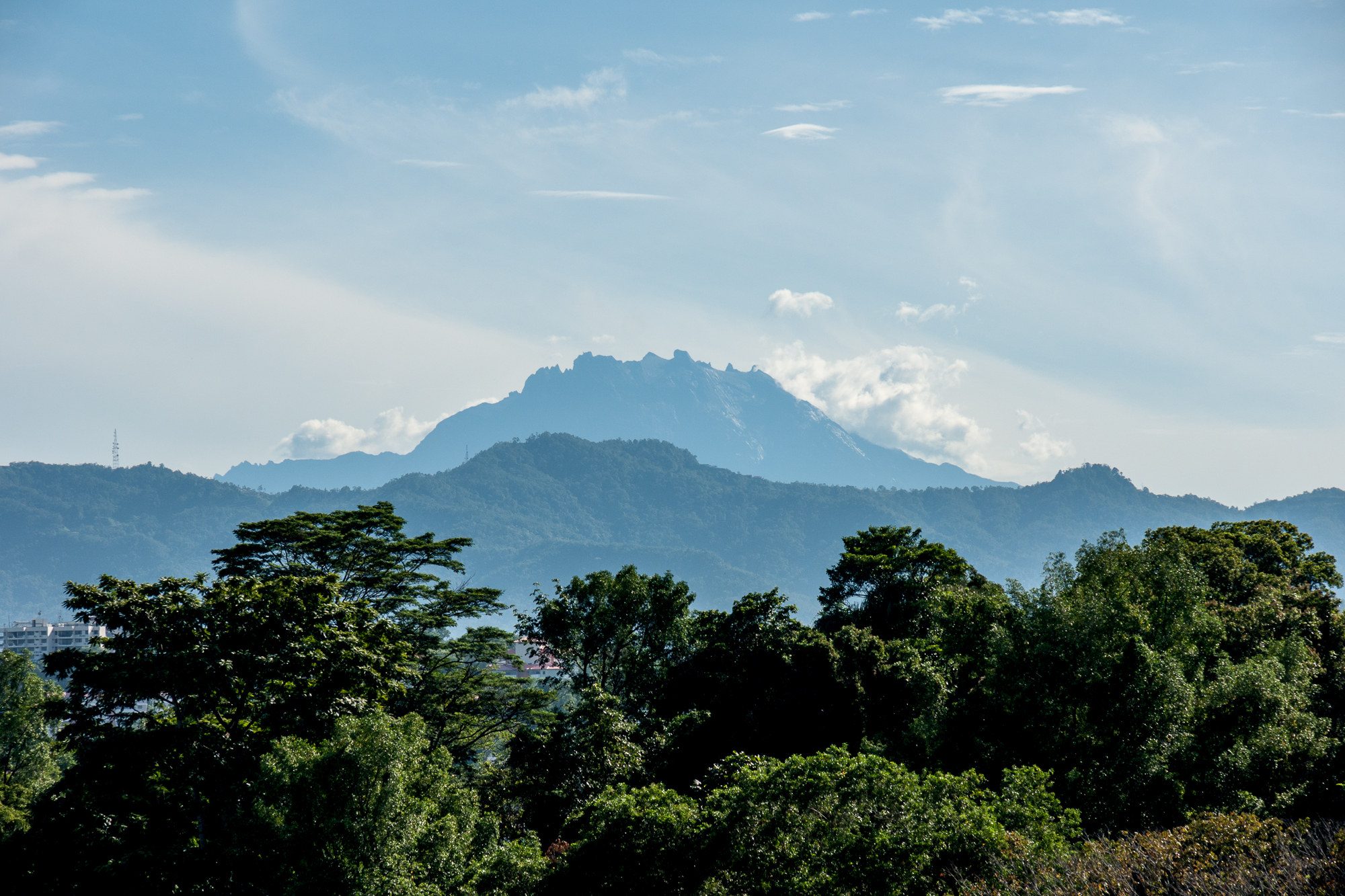
Núi Kinabalu tại Đông Malaysia là đỉnh cao nhất trên đảo

Bao quanh Borneo là Biển Đông ở phía bắc và đông bắc, biển Sulu ở phía đông bắc, biển Celebes và eo biển Makassar ở phía đông, biển Java và eo biển Karimata ở phía nam. Xa về phía tây của Borneo là bán đảo Mã Lai và đảo Sumatra, về phía nam là đảo Java, về phía đông là đảo Sulawesi, về phía đông bắc là quần đảo Philippines. Borneo có diện tích 743.330 km², là đảo lớn thứ ba thế giới và lớn nhất châu Á. Đỉnh cao nhất của Borneo là núi Kinabalu tại Sabah, Malaysia, với độ cao 4.095 m. Trước khi mực nước biển dâng lên vào cuối kỷ Băng hà cuối cùng, Borneo là bộ phận của đại lục châu Á, cùng với Java và Sumatra tạo thành phần đất cao của một bán đảo kéo dài về phía đông từ bán đảo Trung Ấn ngày nay. Các vùng nước sâu hơn chia tách Borneo khỏi Sulawesi lân cận nên không có liên kết lục địa giữa hai đảo, tạo nên sự phân chia được gọi là đường Wallace giữa các vùng sinh vật châu Á và Australia-New Guinea.

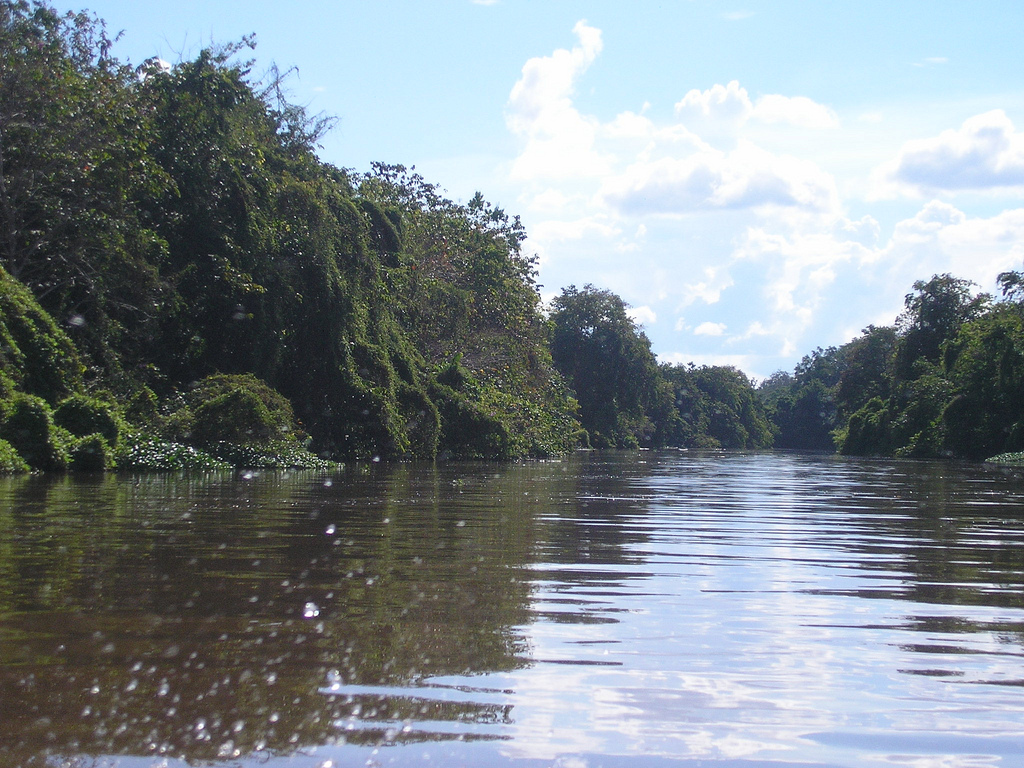
Sông Kapuas tại Indonesia là sông dài nhất của Borneo với khoảng 1.000 km.

Hệ thống sông dài nhất của Borneo là Kapuas tại Tây Kalimantan, với chiều dài 1.000 km. Các sông lớn khác gồm có Mahakam tại Đông Kalimantan (920 km), Barito tại Nam Kalimantan (900 km), Rajang tại Sarawak (565 km) và Kinabatangan tại Sabah (560 km). Borneo có các hệ thống hang động quan trọng, tại Sarawak có hang Clearwater với một sông ngầm thuộc nhóm dài nhất thế giới còn hang Deer là nơi trú ngụ của hơn ba triệu con dơi, phân dơi tích tụ sâu hơn 100 m. Hang Gomantong tại Sabah được mệnh danh là "hang con gián" do có hàng triệu con gián trong hang. Vườn quốc gia Gunung Mulu tại Sarawak và Vùng đá vôi Sangkulirang-Mangkalihat tại Đông Kalimantan là các khu vực đá vôi với hàng nghìn hang động nhỏ.

### Sinh thái

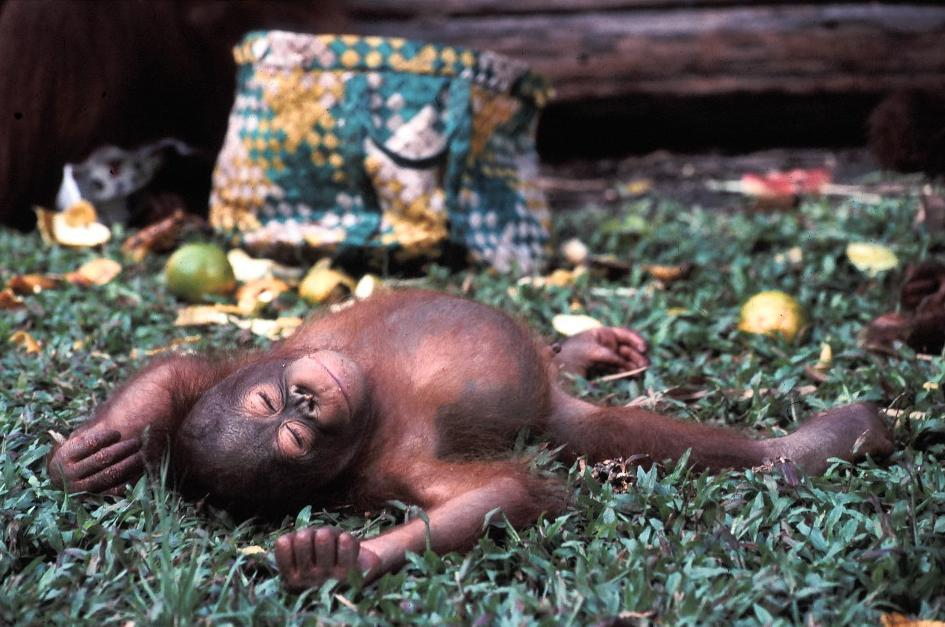
Đười ươi Borneo là một loài cực kỳ nguy cấp, một loài đặc hữu của đảo

Rừng mưa Borneo được ước tính có niên đại khoảng 140 triệu năm, vì vậy nó là một trong các rừng mưa cổ nhất trên thế giới. Đây là trung tâm của sự tiến hoá và phân tán của nhiều loài động thực vật đặc hữu, và rừng mưa là một trong số ít môi trường sống tự nhiên còn lại của loài đười ươi Borneo đang gặp nguy hiểm. Đây cũng là một nơi trú ẩn quan trọng của nhiều loài động vật rừng đặc hữu, bao gồm voi Borneo, tê giác Borneo, báo gấm Borneo, cầy cọ hose và dơi quả dayak.
Rừng đầm lầy than bùn chiếm toàn bộ đường bờ biển của Borneo. Đất tại đầm lầy than bùn tương đối phì nhiêu, là nơi sinh sống của nhiều loài chim như cành cạch mỏ móc, hồng hoàng mũ cát và tê điểu. Borneo có khoảng 15.000 loài thực vật có hoa, với 3.000 loài cây (267 loài thuộc họ Dầu), 221 loài thú cạn và 420 loài chim không di trú. Borneo có 440 loài cá nước ngọt (tương đương Sumatra và Java cộng lại). Năm 2010, Quỹ Quốc tế Bảo vệ Thiên nhiên (WWF) cho biết rằng đã khám phá được 123 loài tại Borneo từ khi thoả thuận "Heart of Borneo" được ký kết vào năm 2007.
WWF phân Borneo thành bảy khu sinh thái riêng biệt, hầu hết là các khu vùng thấp:
- Rừng mưa vùng thấp Borneo bao trùm hầu hết đảo, có diện tích 427.500 km²;
- Rừng đầm lầy than bùn Borneo;
- Kerangas hay rừng thạch nam Sundaland;
- Rừng đầm lầy nước ngọt Tây Nam Borneo;
- Rừng đước cạn Sunda.
- Rừng mưa vùng núi Borneo nằm tại vùng cao trung tâm của đảo, ở độ cao trên 1.000 m.
- Đồng cỏ, xa van và cây bụi nhiệt đới và cận nhiệt đới tại Nam Kalimantan.

Những nơi cao nhất trên núi Kinabalu có đồng cỏ núi cao Kinabalu, đó là một vùng cây bụi núi cao nổi tiếng với nhiều loài đặc hữu, trong đó có nhiều loài lan.

### Bảo tồn

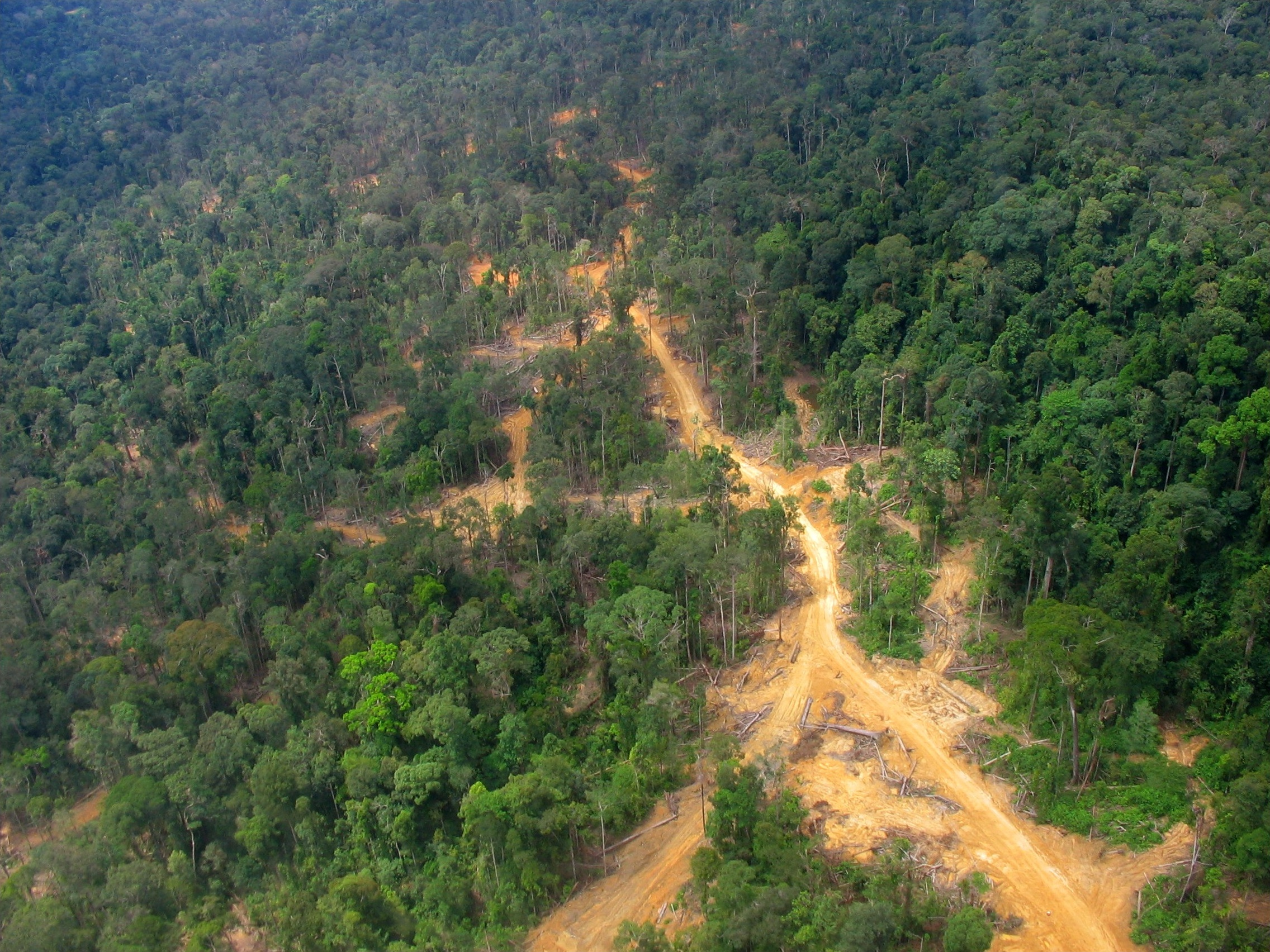
Đường dùng cho hoạt động khai thác gỗ tại Đông Kalimantan, Indonesia

Đảo Borneo từng được rừng bao phủ rộng khắp, song diện tích rừng đang giảm thiểu do hoạt động khai thác dữ dội của các công ty gỗ Indonesia và Malaysia, đặc biệt là trước nhu cầu lớn về nguyên liệu thô từ các quốc gia công nghiệp cùng với việc chuyển đổi đất rừng sang mục đích nông nghiệp quy mô lớn. Một nửa lượng gỗ nhiệt đới của thế giới đến từ Borneo. Các đồn điền cọ dầu được phát triển rộng khắp và nhanh chóng xâm lấn các mảnh rừng nguyên sinh cuối cùng. Các vụ cháy rừng bắt nguồn từ việc cư dân địa phương phát quang rừng để lập đồn điền, cùng với mùa El Niño khô bất thường khiến diện tích rừng bị mất hàng năm càng lớn hơn. Trong các vụ cháy này, điểm nóng có thể thấy được trên ảnh vệ tinh, kết quả là khói mù thường xuyên ảnh hưởng đến Brunei, Indonesia, Malaysia và Singapore. Khói mù cũng có thể lan đến miền nam Thái Lan, Campuchia, Việt Nam và Philippines như vào năm 2015.

## Lịch sử

### Lịch sử sơ khởi

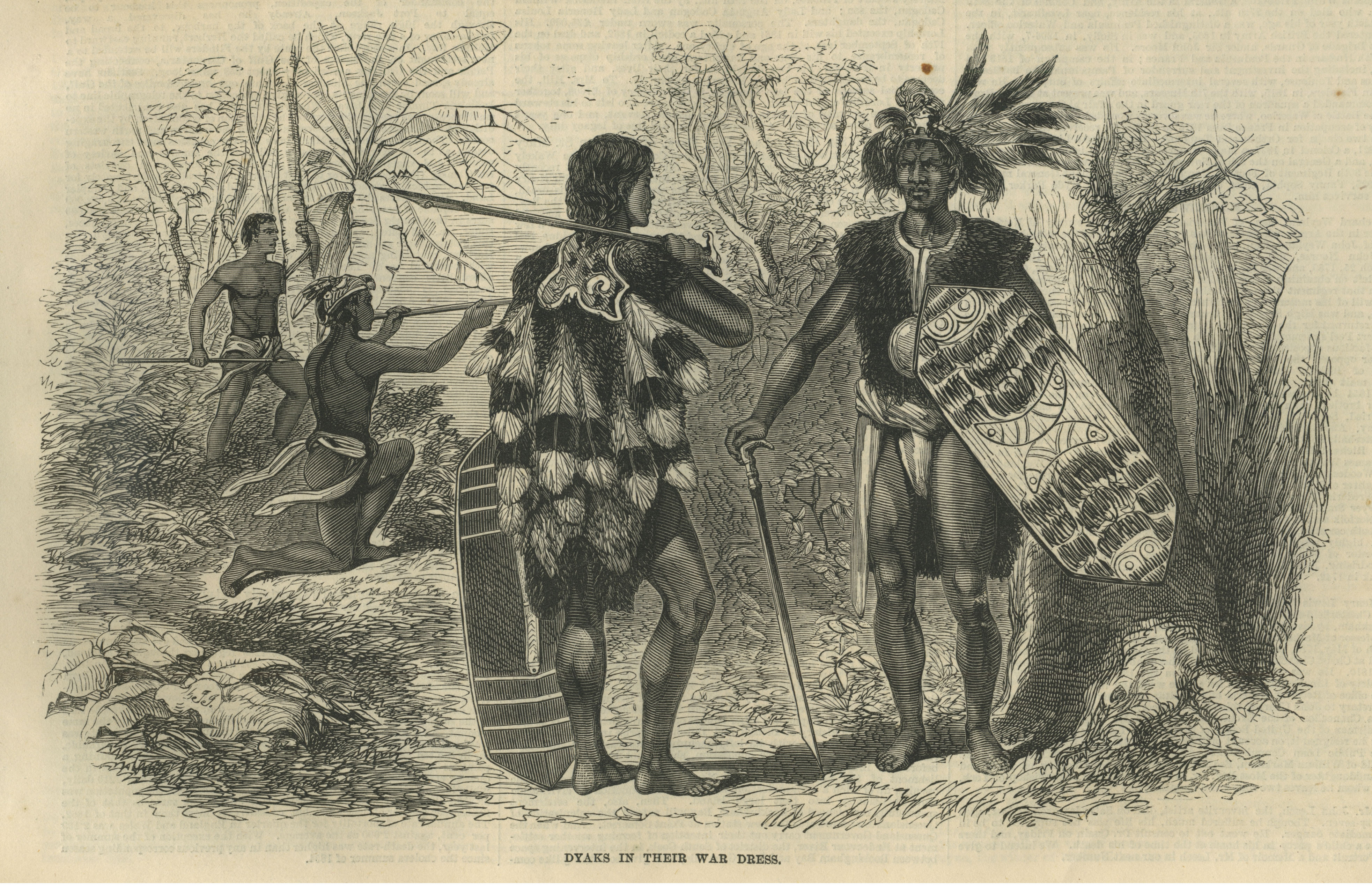
Người Dayak là dân tộc bản địa chủ yếu trên đảo

Theo các văn bản cổ của Trung Quốc (năm 977),:129 Ấn Độ và Nhật Bản, các thành phố duyên hải miền tây của Borneo trở thành các thương cảng vào thiên niên kỷ thứ nhất. Trong các văn bản của Trung Quốc, trong số các vật phẩm có giá trị nhất từ Borneo có vàng, long não, mai rùa, sáp ong, gỗ thơm laka, máu rồng, mây, yến sào, ngà chim mỏ sừng, sừng tê giác. Người Ấn Độ đặt tên cho Borneo là Suvarnabhumi (vùng đất vàng) và Karpuradvipa (đảo long não). Tên gọi của người Java đặt cho Borneo là Puradvipa, tức là đảo kim cương. Các phát hiện khảo cổ học tại đồng bằng châu thổ sông Sarawak cho thấy rằng khu vực là một trung tâm mậu dịch thịnh vượng giữa Ấn Độ và Trung Quốc từ thế kỷ VI cho đến khoảng năm 1300.
Các cột đá có các bản khắc bằng chữ Pallava được tìm thấy tại Kutai dọc sông Mahakam thuộc Đông Kalimantan và có niên đại vào khoảng nửa sau thế kỷ IV, nằm trong số các bằng chứng sớm nhất về ảnh hưởng của Ấn Độ giáo tại Đông Nam Á. Đến thế kỷ XIV, Borneo trở thành một nhà nước chư hầu của Majapahit (có căn cứ tại đảo Java), sau đó chuyển sang quy phục Nhà Minh. Hồi giáo được đưa đến đảo vào thế kỷ X, theo chân các thương nhân Hồi giáo, những người này sau đó cải đạo cho nhiều người bản địa tại các khu vực duyên hải.
Vương quốc Brunei tuyên bố độc lập khỏi Majapahit vào giữa thế kỷ XIV. Trong thời kỳ hoàng kim từ thế kỷ XV đến thế kỷ XVII, Brunei cai trị hầu như toàn bộ các khu vực duyên hải của Borneo (đảo được đặt theo tên quốc gia này do ảnh hưởng của nó) và một số đảo tại quần đảo Philippines. Trong thập niên 1450, Shari'ful Hashem Syed Abu Bakr, một người Ả Rập sinh tại Johor, đi từ Malacca đến Sulu. Năm 1457, ông lập ra Vương quốc Sulu; lấy hiệu là "Paduka Maulana Mahasari Sharif Sultan Hashem Abu Bakr". Sau khi Sulu độc lập khỏi ảnh hưởng của Brunei vào năm 1578, quốc gia này bành trướng quyền lực hàng hải của mình đến nhiều nơi thuộc miền bắc Borneo. Hai vương quốc cai trị miền bắc Borneo và có truyền thống mậu dịch với Trung Quốc thông qua các thuyền của nước lớn này. Mặc dù vậy, khu vực nội lục của Borneo vẫn không nằm dưới quyền lực của bất kỳ vương quốc nào.

### Anh và Hà Lan kiểm soát

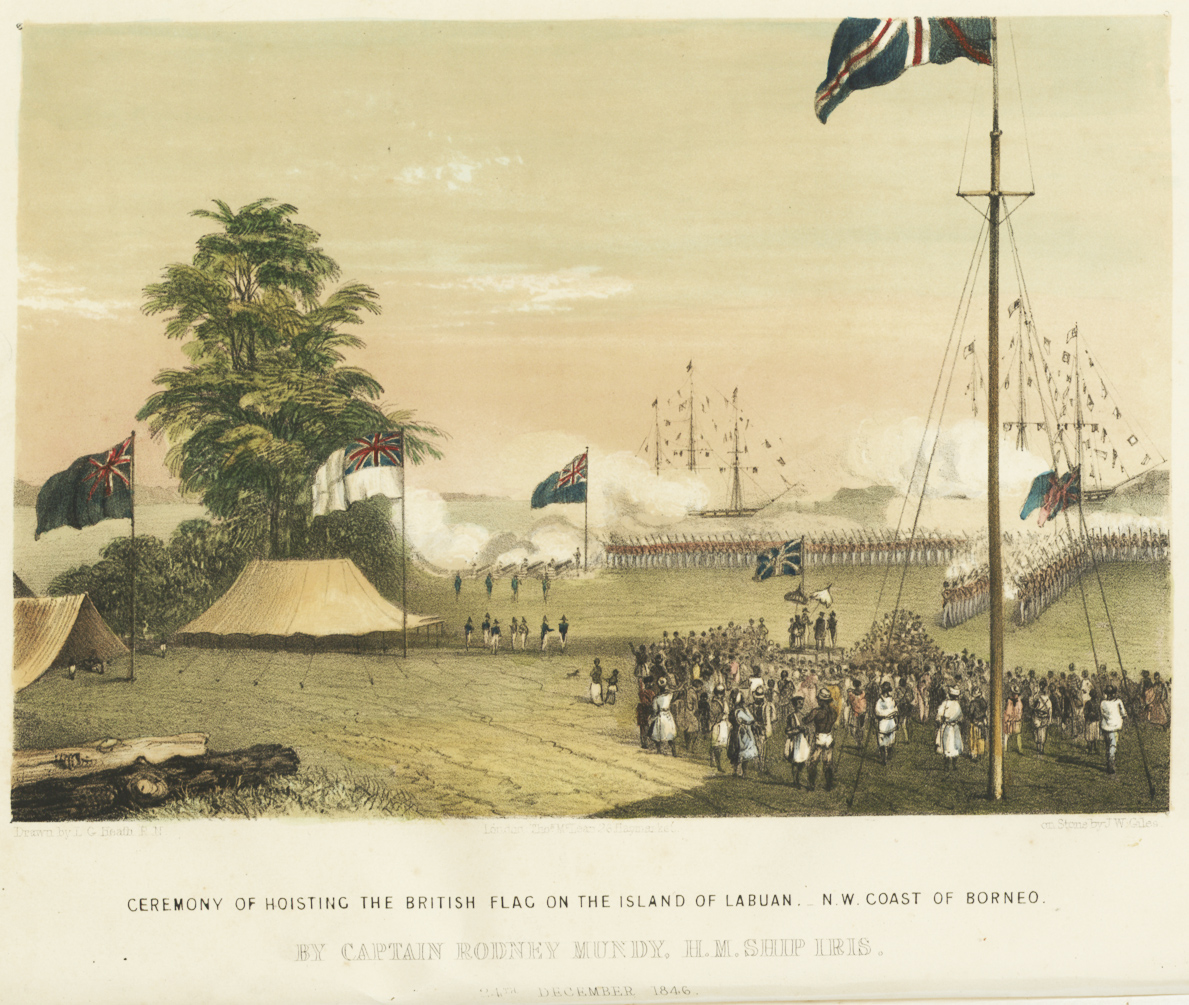
Quốc kỳ Anh Quốc được treo lần đầu trên đảo Labuan vào ngày 24 tháng 12 năm 1846

Từ khi Malacca thất thủ vào năm 1511, các thương nhân Bồ Đào Nha tiến hành giao dịch đều đặn với Borneo, đặc biệt là với Brunei từ năm 1530. Khi đến thăm kinh đô của Brunei, người Bồ Đào Nha mô tả địa điểm có tường đá bao quanh. Mặc dù Borneo được cho là giàu có, song người Bồ Đào Nha không tiến hành nỗ lực nào để chinh phục đảo. Người Tây Ban Nha đến Brunei kéo theo chiến tranh Castilla vào năm 1578. Người Anh bắt đầu buôn bán với Vương quốc Sambas tại miền nam Borneo vào năm 1609, còn người Hà Lan thì bắt đầu buôn bán vào năm 1644: với các vương quốc Banjar và Martapura cũng ở miền nam Borneo. Người Hà Lan nỗ lực định cư trên đảo Balambangan ở phía bắc Borneo vào nửa sau thế kỷ XVIII, song họ rút lui vào năm 1797. Năm 1812, quốc vương tại miền nam Borneo nhượng công sự của mình cho Công ty Đông Ấn Anh. Người Anh dưới quyền lãnh đạo của Stamford Raffles sau đó đã cố can thiệp tại Sambas song thất bại. Mặc dù họ đánh bại được vương quốc này vào năm sau và tuyên bố phong toả toàn bộ các cảng tại Borneo ngoại trừ Brunei, Banjarmasin và Pontianak, song kế hoạch bị Toàn quyền Anh tại Ấn Độ là Huân tước Minto đình chỉ do quá tốn kém. Vào lúc bắt đầu công cuộc người Anh và người Hà Lan khám phá đảo, họ mô tả đảo Borneo toàn là những kẻ săn đầu người, cư dân bản địa tại nội lục tiến hành việc ăn thịt người, và vùng biển quanh đảo bị hải tặc cướp phá, đặc biệt là khu vực giữa đông bắc Borneo và miền nam Philippines. Các hải tặc người Mã Lai và Dayak Biển từ hang ổ tại Borneo đã cướp bóc tàu biển trên hành trình giữa Singapore và Hồng Kông, cùng với đó là các cuộc tấn công của các hải tặc Sulu từ miền nam Philippines, như trong trận chiến ngoài khơi Mukah.

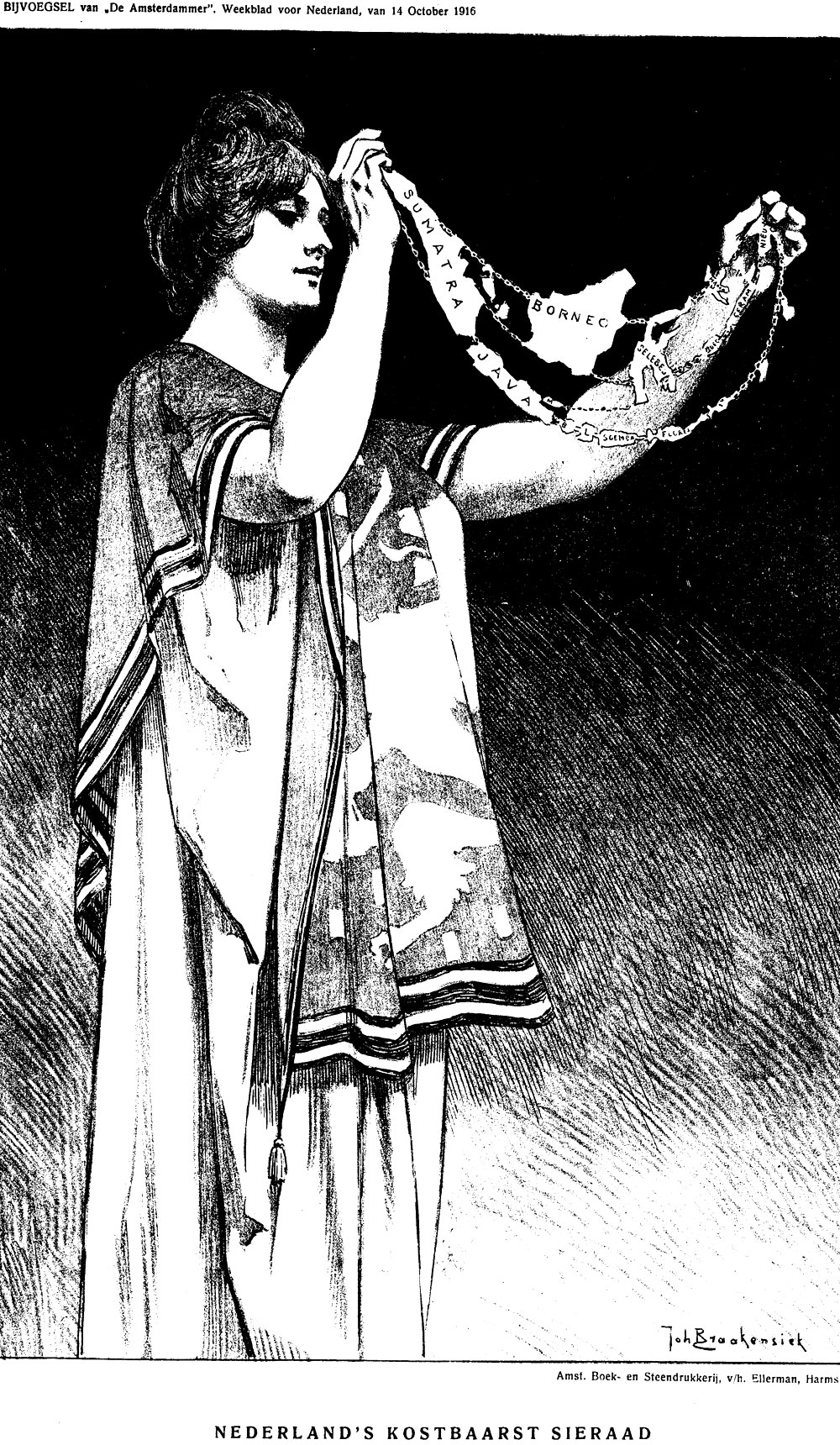
Hình ảnh thể hiện Đông Ấn Hà Lan (1916), thể hiện toàn đảo Borneo.

Người Hà Lan bắt đầu can thiệp vào phần phía nam của đảo khi khôi phục tiếp xúc vào năm 1815, họ điều các công sứ đến Banjarmasin, Pontianak và Sambas và phó công sứ đến Landak và Mampawa. Đến năm 1842, Vương quốc Brunei trao một phần đất rộng tại Sarawak cho nhà phiêu lưu người Anh James Brooke vì được ông giúp đàn áp một cuộc nổi loạn. Brooke lập nên Vương quốc Sarawak và được công nhận là rajah. Ông lập ra một chế độ quân chủ là triều đại Brooke, cai trị Sarawak trong 100 năm. Brooke cũng giành được đảo Labuan từ Anh vào năm 1846. Khu vực miền bắc Borneo nằm dưới quyền cai quản của Công ty Đặc hứa Bắc Borneo sau khi họ giành được lãnh thổ này từ các vương quốc Brunei và Sulu. Further enroachment by the British reduced the territory of Brunei. Điều này khiến cho quốc vương thứ 26 của Brunei là Hashim Jalilul Alam Aqamaddin kêu gọi người Anh ngưng lại, và kết quả là một hiệp định bảo hộ được ký kết vào năm 1888, biến Brunei thành một lãnh thổ được Anh bảo hộ.
Nghị định thư Madrid 1885 được ký kết giữa các chính phủ Anh, Đức và Tây Ban Nha nhằm khẳng định ảnh hưởng của Tây Ban Nha và công nhận chủ quyèn của họ đối với Vương quốc Sulu, đổi lại Tây Ban Nha từ bỏ các yêu sách về thuộc địa cũ của Sulu tại miền bắc Borneo. Chính quyền Anh sau đó xây dựng mạng lưới đường sắt đầu tiên tại miền bắc Borneo, mang tên Đường sắt Bắc Borneo. Trong thời gian này, người Anh bảo trợ cho một lượng lớn các lao công người Hoa nhập cư đến miền bắc Borneo để làm việc trong các đồn điền và mỏ khoáng sản của người châu Âu, và người Hà Lan cũng tiếp bước nhằm gia tăng sản lượng kinh tế của mình. Đến năm 1888, Bắc Borneo, Sarawak và Brunei tại miền bắc Borneo đều đã trở thành lãnh thổ bảo hộ thuộc Anh. Khu vực phía nam của Borneo trở thành lãnh thổ bảo hộ của Hà Lan vào năm 1891.

### Chiến tranh thế giới thứ hai
Trong Chiến tranh thế giới thứ hai, quân đội Nhật Bản giành quyền kiểm soát và chiếm đóng hầu hết các khu vực của Borneo từ 1941–45. Trong giai đoạn đầu của chiến tranh, người Anh nhìn nhận rằng Nhật Bản muốn có Borneo là do có tham vọng chính trị và lãnh thổ chứ không phải vì yếu tố kinh tế. Việc chiếm đóng khiến nhiều cư dân tại các thị trấn duyên hải phải chuyển vào nội lục để tìm kiếm thức ăn và trốn tránh người Nhật. Các cư dân người Hoa tại Borneo hầu hết đều chống lại sự chiếm đóng của người Nhật, đặc biệt là khi Chiến tranh Trung-Nhật đang diễn ra tại Trung Quốc. Sau khi các phong trào kháng chiến hình thành tại miền bắc Borneo, như là Khởi nghĩa Jesselton, nhiều người bản địa và người Hoa vô tội bị hành quyết do bị nghi ngờ có can dự.

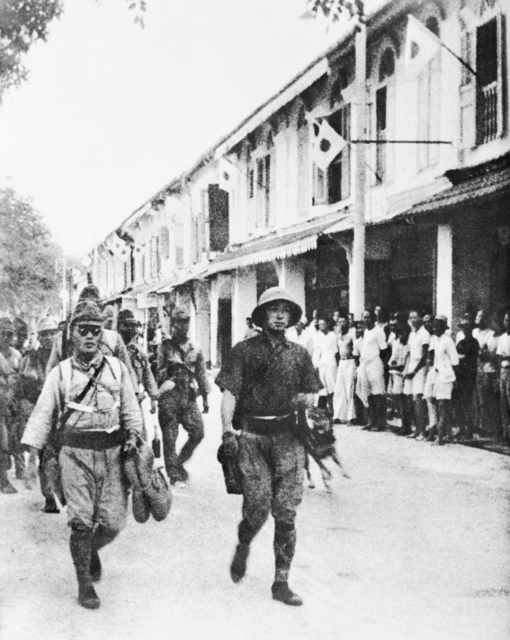
Các binh sĩ Nhật Bản hành quân trên đường phố Labuan vào năm 1942.

Tại Kalimantan, người Nhật cũng sát hại nhiều người trí thức Mã Lai, hành quyết toàn bộ các sultan người Mã Lai tại Tây Kalimantan trong các sự kiện Pontianak, cùng với những người Hoa kháng Nhật vì nghi ngờ họ là mối đe doạ. Sultan Muhammad Ibrahim Shafi ud-din II của Sambas bị hành quyết vào năm 1944. Vương quốc sau đó bị đình chỉ và bị thay thế bằng một hội đồng của người Nhật. Người Nhật cũng lập ra Pusat Tenaga Rakjat (PUTERA) tại quần đảo Indonesia vào năm 1943, song bãi bỏ nó vào năm sau do thể chế này trở nên quá dân tộc chủ nghĩa. Một số phần tử dân tộc chủ nghĩa Indonesia như Sukarno và Hatta bắt đầu hợp tác với người Nhật. Sukarno trở thành Chủ tịch Hội đồng Cố vấn Trung ương, một hội đồng cố vấn cho nam Borneo, Celebes, Sunda Nhỏ, được thành lập vào tháng 2 năm 1945.
Kể từ khi Singapore thất thủ, người Nhật đưa vài nghìn tù binh chiến tranh người Anh và Úc đến các trại tại Borneo như trại Batu Lintang. Từ địa điểm trại Sandakan, chỉ sáu trong khoảng 2.500 tù binh còn sống sau khi họ bị buộc phải bộ hành trong một sự kiện được gọi là Hành quân chết chóc Sandakan. Ngoài ra, tổng cộng 17.488 lao công người Java được người Nhật đưa đến trong thời kỳ chiếm đóng, song chỉ còn 1.500 người còn sống, chủ yếu là do thiếu ăn, điều kiện lao động khắc nghiệt và bị ngược đãi. Người Dayak và các dân tộc bản địa khác có vai trò trong chiến tranh du kích chống lại lực lượng chiếm đóng, chủ yếu là tại tỉnh Kapit. Họ tạm thời khôi phục việc săn đầu người Nhật cho đến khi kết thúc chiến tranh, có Đơn vị đặc biệt Z của Đồng Minh cũng cấp trợ giúp cho họ. Úc có đóng góp quan trọng cho chiến dịch giải phóng Borneo. Các binh sĩ Úc được phái đến Borneo để chiến đấu với quân Nhật. Borneo được Đồng Minh giải phóng hoàn toàn vào năm 1945.

### Lịch sử gần đây
Đến cuối chiến tranh, Nhật Bản quyết định trao độc lập sớm cho một quốc gia Indonesia mới được đề xuất. Tuy nhiên, sau khi Nhật Bản đầu hàng Đồng Minh, hội nghị về độc lập bị hoãn lại. Sukarno và Hatta tiếp tục kế hoạch tuyên bố độc lập đơn phương, song Hà Lan cố gắng đoạt lại thuộc địa của họ tại Borneo. Phần phía nam của đảo giành được độc lập khi Indonesia tuyên bố độc lập vào ngày 17 tháng 8 năm 1945. Phản ứng là tương đối im ắng với ít giao tranh công khai tại Pontianak hoặc tại các khu vực người Hoa chiếm đa số. Trong khi các du kích dân tộc chủ nghĩa ủng hộ đưa miền nam Borneo vào nước Indonesia mới tiến hành hoạt động tích cực tại Ketapang, và ở mức độ thấp hơn là tại Sambas, thì hầu hết cư dân người Hoa tại miền nam Borneo mong đợi quân đội Trung Quốc đến giải phóng Borneo và hợp nhất các khu vực của họ thành một tỉnh hải ngoại của Trung Quốc.

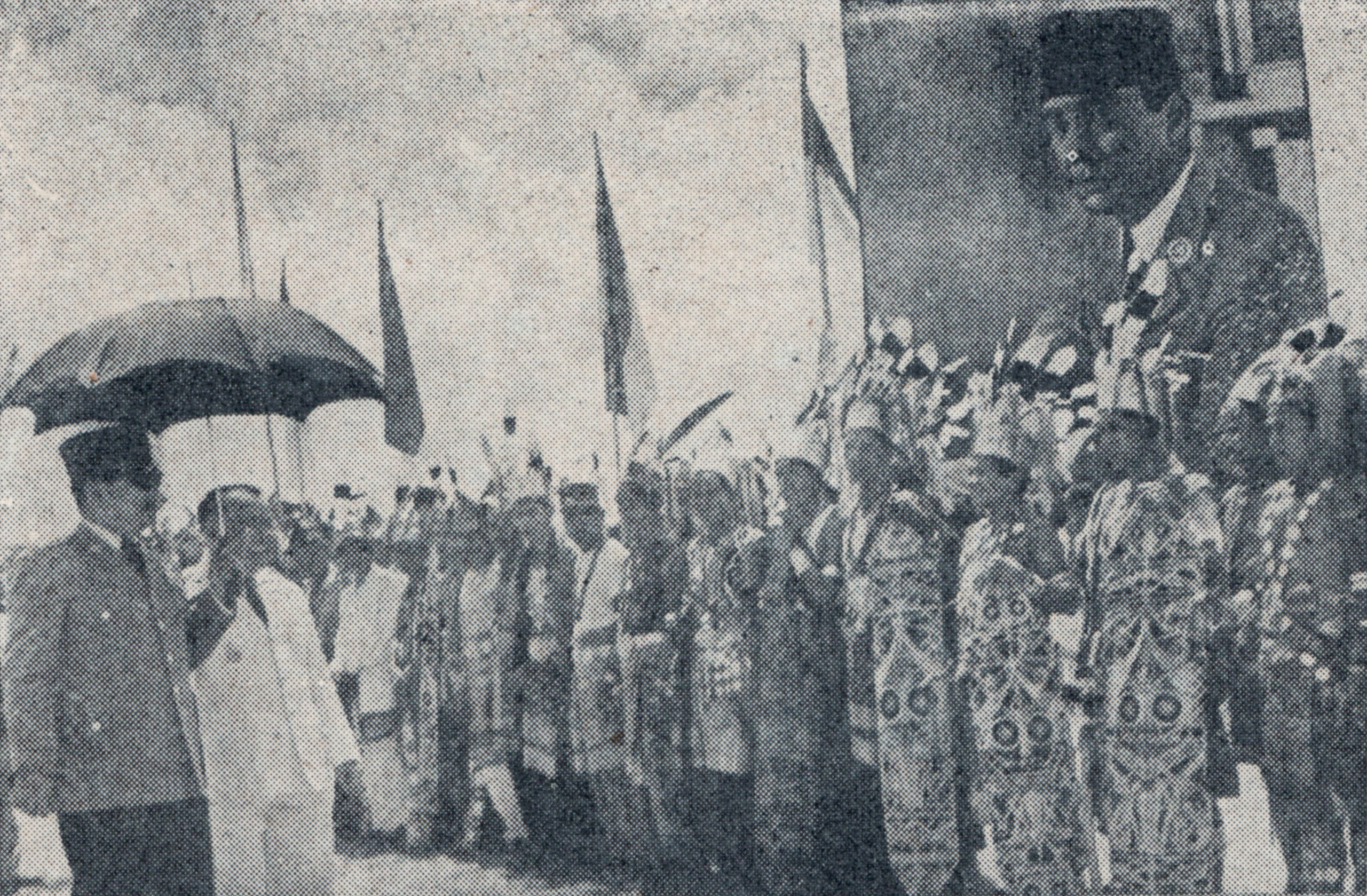
Sukarno đến thăm Pontianak, Tây Kalimantan vào năm 1963

Vào tháng 5 năm 1945, các quan chức tại Tokyo đề xuất rằng miền bắc Borneo có nên được đưa vào nước Indonesia mới hay tách riêng dựa theo nguyện vọng của cư dân bản địa. Sukarno và Mohammad Yamin liên tục tán thành một nước cộng hoà Đại Indonesia. Với tư cách là tổng thống của nước cộng hoà mới, Sukarno nhận thấy người Anh muốn duy trì sự hiện diện của họ tại miền bắc Borneo và bán đảo Mã Lai, ông quyết định phát động một cuộc xâm nhập quân sự từ năm 1962 đến năm 1969, sau này được gọi là đối đầu Indonesia–Malaysia. Năm 1961, Thủ tướng Tunku Abdul Rahman của Liên bang Malaya mới độc lập yêu cầu thống nhất Malaya, các thuộc địa Sarawak, Bắc Borneo, Singapore và Brunei của Anh thành Liên bang Malaysia. Ý tưởng này bị chính phủ Indonesia và Philippines phản đối mạnh mẽ, phản đối cũng đến từ các cảm tình viên cộng sản và những người dân tộc chủ nghĩa tại Borneo. Trước những phản đối ngày càng lớn, người Anh cho triển khai quân đội để bảo vệ các thuộc địa của họ trước Indonesia và phiến quân cộng sản, Úc và New Zealand cũng góp phần.
Philippines phản đối liên bang mới đề xuất, yêu sách phần phía đông của Bắc Borneo (nay là bang Sabah của Malaysia) và bộ phận của lãnh thổ nước mình do là thuộc địa cũ của Vương quốc Sulu. Chính phủ Philippines hầu hết dựa vào thoả thuận nhượng địa của Sulu với Công ty Borneo thuộc Anh, và việc hiện nay vương quốc nằm dưới thẩm quyền của chính phủ Philippines, do đó nên được kế thừa lãnh thổ cũ của Sulu. Chính phủ Philippines cũng tuyên bố rằng những người thừa kế của vương quốc đã nhượng lại toàn bộ quyền lợi lãnh thổ của họ cho nước cộng hoà.
Vương quốc Brunei ban đầu hoan nghênh đề xuất về một liên bang lớn. Trong khi đó, Đảng Nhân dân Brunei dưới quyền A.M. Azahari yêu cầu thống nhất Brunei, Sarawak và Bắc Borneo thành một liên bang gọi là Liên bang Bắc Borneo, trong đó sultan của Brunei sẽ là nguyên thủ quốc gia của liên bang—dù bản thân Azahari có ý định bãi bỏ chế độ quân chủ Brunei, nhằm khiến Brunei dân chủ hơn, và để hợp nhất lãnh thổ và các thuộc địa cũ của Anh tại Borneo vào Indonesia, với ủng hộ của nước này. Điều này dẫn đến Khởi nghĩa Brunei, cản trở các nỗ lực của Azahari và buộc ông phải chạy trốn sang Indonesia. Brunei rút khỏi kế hoạch Liên bang Malaysia do có một số bất đồng về các vấn đề khác, còn các lãnh đạo chính trị tại Sarawak và Bắc Borneo tiếp tục ủng hộ gia nhập một liên bang lớn.
Trước phản đối liên tục từ Indonesia và Philippines, Ủy ban Cobbold được thành lập nhằm tìm hiểu ý kiến của cư dân địa phương tại miền bắc Borneo; họ thấy rằng cư dân rất ủng hộ liên bang, với các điều khoản khác nhau. Liên bang trở thành hiện thực khi miền bắc Borneo tham gia theo Hiệp định Malaysia vào ngày 16 tháng 9 năm 1963. Cho đến nay, khu vực tại miền bắc Borneo vẫn phải chịu các cuộc tấn công của hải tặc Moro, các nhóm chiến binh như Abu Sayyaf từ năm 2000 thường xuyên tấn công qua biên giới. Dưới thời chính phủ của Tổng thống Philippines Ferdinand Marcos, ông tiến hành một số nỗ lực nhằm làm mất ổn định bang Sabah, song kết hoạch thất bại và kết quả là thảm sát Jabidah và sau đó là rối loạn tại miền nam Philippines.

## Nhân khẩu

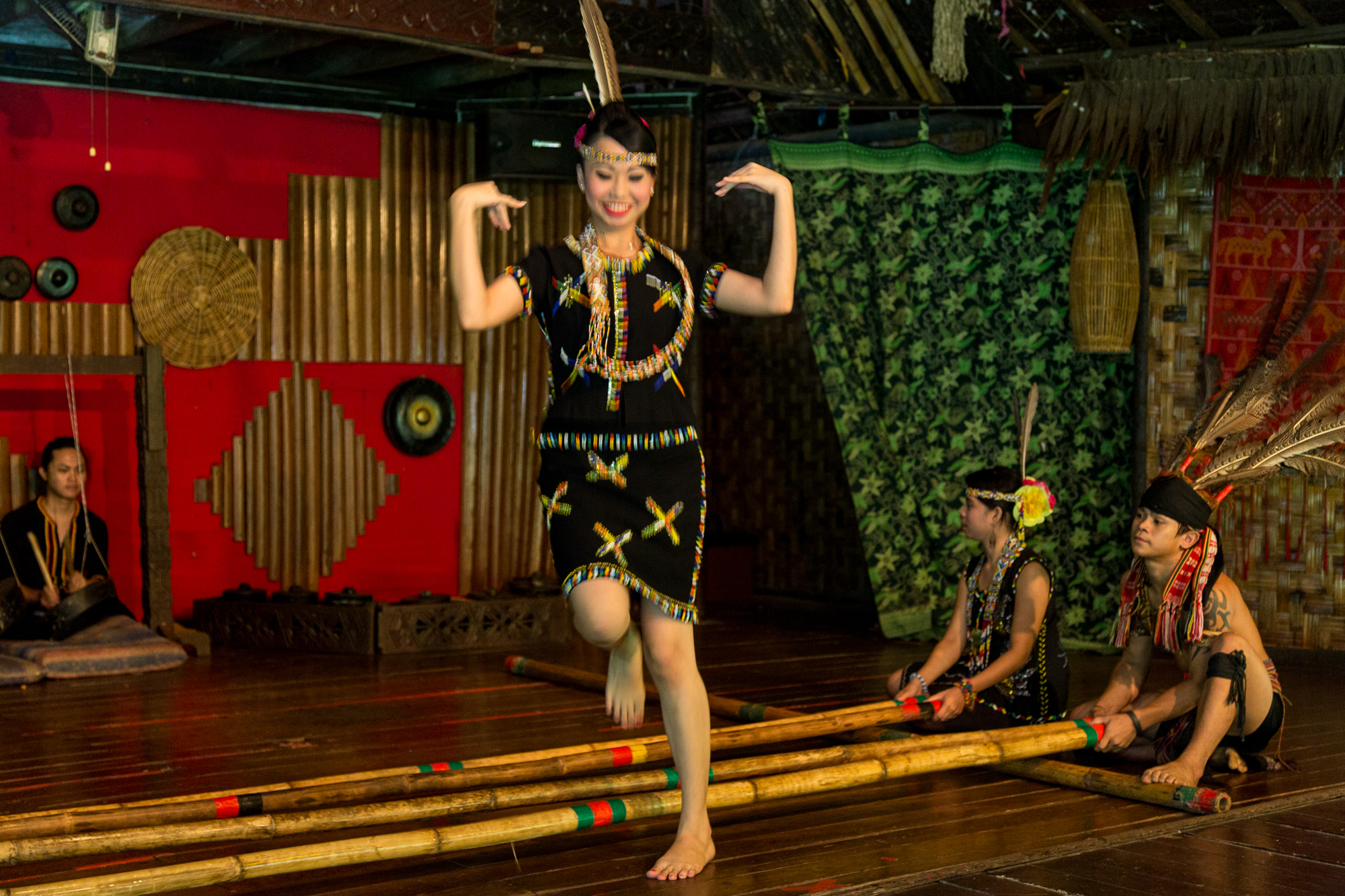
Trình diễn vũ điệu truyền thống tại Sabah

Borneo có khoảng 21,3 triệu cư dân vào năm 2014, mật độ dân số đạt 29 người/km². Hầu hết cư dân sống tại các thành phố duyên hải, còn vùng nội lục có một số thị trấn nhỏ và bản làng dọc các con sông. Cư dân gồm chủ yếu là các dân tộc Dayak, người Mã Lai, Banjar, Orang Ulu, Hoa và Kadazan-Dusun. Người Hoa chiếm 29% dân số Sarawak của Malaysia và 17% dân số tỉnh West Kalimantan, Indonesia người Hoa trên đảo chủ yếu là hậu duệ của các di dân đến từ đông nam Trung Quốc.
Tại Sabah, dưới thời chính quyền Mustapha Harun của Tổ chức Dân tộc Sabah Thống nhất (USNO) trong thập niên 1970, hàng nghìn người nhập cư và người tị nạn Hồi giáo đến từ Mindanao của Philippines và Sulawesi của Indonesia được cho nương náu và sau đó được nhận thẻ căn cước, được cho là để làm tăng dân số Hồi giáo trong bang, kế hoạch này về sau được gọi là Kế hoạch IC. Do số lượng tội phạm cao của cộng đồng di dân mới, căng thẳng sắc tộc giữa người bản địa và người di cư nổi lên cho đến nay.
Tại Kalimantan, kể từ thập niên 1990 chính phủ Indonesia tiến hành chương trình chuyển cư ở mức độ lớn, với mục tiêu tài trợ để di chuyển các gia đình nghèo và thiếu đất sản xuất từ Java, Madura và Bali đến Borneo. Đến năm 2001, người chuyển cư chiếm 21% dân số tại Trung Kalimantan. Kể từ thập niên 1990, người Dayak bản địa và người Mã Lai chống lại sự xâm lấn từ những di dân này, và xung đột bạo lực nổ ra giữa một số nhóm chuyển cư và bản địa. Trong các vụ bạo lực Sambas năm 1999, người Dayak và người Mã Lai sát hại hàng nghìn di dân người Madura. Tại Kalimantan, hàng nghìn người bị giết vào năm 2001 trong giao tranh giữa các di dân Madura và người Dayak trong xung đột Sampit.

### Thành phố lớn
20 thành phố lớn nhất Borneo dựa theo dân số, điều tra nhân khẩu năm 2010 của Indonesia và điều tra nhân khẩu năm 2010 của Malaysia. Dữ liệu dân số là trong khu vực hành chính chính thức và không bao gồm các vùng liền kề hoặc chùm đô thị bên ngoài ranh giới chính thức.
| SamarindaBanjarmasinKuchingBalikpapanPontianakKota KinabaluTawauSandakanMiriBandar Seri BegawanVị trí 10 thành phố lớn nhất Borneo |                                   |         |               |           |
| Xếp hạng | Thành thị                         | Dân số  | Mật độ (/km²) | Quốc gia  |
| 1 | Samarinda, Đông Kalimantan        | 727.500 | 929           | Indonesia |
| 2 | Banjarmasin, Nam Kalimantan       | 625.481 | 8.687         | Indonesia |
| 3 | Kuching, Sarawak                  | 617.886 | 332           | Malaysia  |
| 4 | Balikpapan, Đông Kalimantan       | 557.579 | 1.058         | Indonesia |
| 5 | Pontianak, Tây Kalimantan         | 554.764 | 5.146         | Indonesia |
| 6 | Kota Kinabalu, Sabah              | 462.963 | 1.319         | Malaysia  |
| 7 | Tawau, Sabah                      | 412.375 | 67            | Malaysia  |
| 8 | Sandakan, Sabah                   | 409.056 | 181           | Malaysia  |
| 9 | Miri, Sarawak                     | 300.543 | 64            | Malaysia  |
| 10 | Bandar Seri Begawan, Brunei-Muara | 300.000 | 490           | Brunei    |
| 11 | Sibu, Sarawak                     | 247.995 | 111           | Malaysia  |
| 12 | Palangka Raya, Trung Kalimantan   | 220.962 | 92            | Indonesia |
| 13 | Lahad Datu, Sabah                 | 206.861 | 28            | Malaysia  |
| 14 | Banjarbaru, Nam Kalimantan        | 199.627 | 538           | Indonesia |
| 15 | Tarakan, Bắc Kalimantan           | 193.370 | 771           | Indonesia |
| 16 | Bintulu, Sarawak                  | 189.146 | 26            | Malaysia  |
| 17 | Singkawang, Tây Kalimantan        | 186.462 | 370           | Indonesia |
| 18 | Keningau, Sabah                   | 177.735 | 50            | Malaysia  |
| 19 | Bontang, Đông Kalimantan          | 143.683 | 353           | Indonesia |
| 20 | Victoria, Labuan                  | 85.272  | 950           | Malaysia  |

### Tôn giáo
Tôn giáo ở Borneo Indonesia (2021)
Tôn giáo ở Borneo Malaysia (2020)Bản mẫu:My10
Tôn giáo ở Brunei (2016)

## Hành chính

Phân chia chính trị Borneo

Về mặt chính trị, Borneo được phân chia giữa ba quốc gia.
- Các tỉnh Đông Kalimantan, Nam Kalimantan, Tây Kalimantan, Bắc Kalimantan và Trung Kalimantan của Indonesia
- Các bang Sabah và Sarawak của Malaysia
- Quốc gia Brunei

| Đơn vị           | Thủ phủ             | Quốc gia                    | Diện tích km² | Diện tích % | Dân số năm 2010 3  | Dân số % |
| ---------------- | ------------------- | --------------------------- | ------------- | ----------- | ------------------ | -------- |
| Brunei           | Bandar Seri Begawan | vương quốc độc lập          | 5.770         | 0,77        | 406.200 (2009 est) | 2,1      |
| Sarawak          | Kuching             | Malaysia                    | 124.450       | 16,55       | 2.420.009          | 12,2     |
| Sabah            | Kota Kinabalu       | Malaysia                    | 73.619        | 9,79        | 3.120.040          | 15,7     |
| Labuan           | Victoria            | Malaysia lãnh thổ liên bang | 92            | 0,01        | 85.272             | 0,4      |
| Đông Malaysia    |                     | Malaysia                    | 198.161       | 26,4        | 5.625.321          | 28,4     |
| Tây Kalimantan   | Pontianak           | Indonesia                   | 146.760       | 19,5        | 4.393.239          | 22,2     |
| Trung Kalimantan | Palangka Raya       | Indonesia                   | 152.600       | 20,3        | 2.202.599          | 11,1     |
| Nam Kalimantan   | Banjarmasin         | Indonesia                   | 37.660        | 5,0         | 3.626.119          | 18,3     |
| Đông Kalimantan  | Samarinda           | Indonesia                   | 210.985       | 28,1        | 3.550.586          | 17,9     |
| Bắc Kalimantan   | Tanjung Selor       | Indonesia                   | 71.177        | 9,46        | 525.000            | 2,65     |
| Kalimantan       |                     | Indonesia                   | 548.005       | 72,9        | 13.772.543         | 69,5     |
| Borneo           | –                   | 3 quốc gia                  | 751.936       | 100,0       | 19.804.064         | 100.0    |

## Kinh tế
Kinh tế Borneo dựa chủ yếu vào nông nghiệp, khai thác gỗ, khai mỏ, dầu khí và du lịch sinh thái. Kinh tế Brunei phụ thuộc cao độ vào lĩnh vực sản xuất dầu khí, và quốc gia này là một trong các nước sản xuất dầu lớn nhất tại Đông Nam Á. Các bang Sabah và Sarawak của Malaysia đều đứng đầu về xuất khẩu gỗ. Sabah còn có tiếng về sản xuất cao su, ca cao và rau, cùng với ngư nghiệp. Sabah và Sarawak đều xuất khẩu khí đốt hoá lỏng và dầu mỏ. Tại khu vực Borneo của Indonesia, kinh tế hầu như dựa vào lĩnh vực khai mỏ, song cũng có khai thác gỗ và dầu khí.